# Pectinorex vilavelhae
Pectinorex vilavelhae är en stekelart som beskrevs av Alfred Byrd Graf 1976. Pectinorex vilavelhae ingår i släktet Pectinorex och familjen brokparasitsteklar. Inga underarter finns listade i Catalogue of Life.